# الخديوية المصرية
 ٱلْخُدَيْوِيَّةُ ٱلْمِصْرِيَّةُ (بالعثمانية التركية: خديويت مصر Hıdiviyet-i Mısır) كانت دولة تحت حكم الدولة العثمانية ولكن تتمتع بحكم ذاتي تحت حكم الأسرة العلوية.

## التاريخ

### سطوعمحمد علي باشا
كانت مصر بعد استحواذ العثمانيين على السلطنة المصرية عام 1517م إيالة عثمانية وأصدر الباب العالي قانوناً محلية لإبقاء أيدي المماليك على البلاد كتابعين للعثمانيين ، أهمل العثمانيون الشئون المصرية تماماً باستثناء بعض الجنود الأتراك لردع محاولات المماليك المستمرة للتمرد وإقامة سلطنة مستقلة بمصر ، وظل تعالي الأتراك والإهمال مستمريين حتى الحملة الفرنسية على مصر في 1798م . حاول الباب العالي بالتعاون مع البريطانيين استعادة السلطة على مصر من الفرنسيين حتى أغسطس 1801 عندما انسحب الجنرال مينو بقواته على متن السفن البريطانية منهياً التواجد الفرنسي في البلاد .
بين عامي 1801 و1805 حدث صراع ثلاثي على السلطة بين الأتراك العثمانيين والمماليك المصريين، والمرتزقة الألبان بقيادة محمد على باشا ، فبعد هزيمة الفرنسيين عين الباب العالي خسرو محمد باشا والياً على مصر وتكليفه بقتل وسجن المماليك البكاوات المتبقين هناك . تحرر معظم هؤلاء بواسطة البريطانيين أو فروا معهم بينما من تبقى منهم وضعوا يدهم على المنيا ، ووسط تلك الاضطرابات حاول خسرو باشا استبعاد الباشبوزق الألبان دون سداد أجورهم مما أدى إلى حدوث أعمال شغب فلاذ خسرو باشا بالفرار من القاهرة في 14 محرم 1218 هـ / 1803م.
أعلن الباب العالي العثماني محمد على باشا والياً على مصر عام 1805م ، وقتل المماليك المتبقيين في مذبحة القلعة الشهيرة عام 1811م لترسيخ حكمه على البلاد . يُنظر إليه باعتباره مؤسس مصر الحديثة بسبب الإصلاحات الهائلة التي أجراها في شتى المجالات العسكرية والزراعية والاقتصادية والثقافية.

### الإصلاحات
خلال غياب محمد علي في الجزيرة العربية كان نائبه في القاهرة قد أكمل مصادرة جميع الأراضي الخاصة بالأفراد الذين تمت إجبارهم على قبول تعويضات غير كافية في عام 1808. وبهذه الطريقة الثورية لتأميم الأراضي أصبح محمد علي مالكًا لكل تربة مصر تقريبًا وهو إجراء استبدادى لم يجد المصريين مفر منه. كما حاول الباشا إعادة تنظيم قواته على الطراز الأوروبي لكن هذا أدى إلى تمرد هائل في القاهرة. كانت حياة محمد علي معرضة للخطر فلجأ الي القلعة بينما ارتكب الجنود العديد من أعمال النهب وتمت السيطرة على التمرد بقتل رؤساء المتمردين وأمر محمد علي أن يحصل المتضررون من الاضطرابات على تعويض من الخزانة. مشروع النظام جديد الذي كان محمد على شرع في تنفيذه تم التخلي عنه لفترة من الزمن نتيجة لهذا التمرد.
بينما كان إبراهيم مشاركًا في الحملة العربية الثانية حول محمد على باشا اهتمامه إلى تعزيز قوة الاقتصاد المصري حيث بدأ في السيطرة على الاقتصاد وخلق احتكارات حكومية على المنتجات الرئيسية للبلاد. وأسس عدداً من المصانع وبدأ في حفر قناة مائية جديدة في عام 1819 إلى الإسكندرية سميت بالمحمودية نسبة إلى السلطان العثمانى. كانت القناة القديمة قد تدهورت بسبب فترة طويلة من الإهمال وكان هناك حاجة ماسة إلى وجود قناة آمنة بين الإسكندرية والنيل. ومع إبرام معاهدة مع تركيا في عام 1838 تم التفاوض عليها من قبل السير هنري بولر (اللورد دارلنغ) أنهى نظام الاحتكارات على الرغم من تأخر تطبيق المعاهدة في مصر لعدة سنوات. كانت التنمية الاقتصادية للبلاد في معظمها كانت تنمية زراعية ركزت على زراعة القطن في الدلتا في عام 1822 وما بعده وتم جلب القطن المزروع من السودان من قبل محى بك. وتنظيم الصناعة الجديدة التي من خلاله تم تمكين محمد علي في بضع سنوات من استخراج عائدات كبيرة. كان يعتمد عليهم محمد على في بيع صادراته على التجار الأوروبيين وتحت تأثير ذلك أصبح ميناء الإسكندرية مرة أخرى ذا أهمية. وكان أيضا تحت تشجيع محمد علي أن يتم استئناف النقل البري للبضائع من أوروبا إلى الهند عبر مصر. وبُذلت جهود لتطوير التعليم ودراسة الطب.

## غزو ليبيا والسودان
في عام 1820 أمر محمد علي لبدء الغزو من شرق ليبيا. بعث أولا غربا حملة (فبراير 1820) التي احتلت وضمت واحة سيوة. وكان ينوي الحصول على السودان لتمديد حكمه جنوبا، والاستيلاء على تجارة القوافل المتجهة إلى البحر الأحمر، وتأمين مناجم الذهب الغنية التي يعتقد وجودها في سنار. ورأى أيضا في هذه الحملة وسيلة للتخلص من قواته الساخطين، والحصول على عدد كاف من الأسرى لتشكيل نواة للجيش الجديد.
في عام 1820 ، أصدر محمد علي أوامر ببدء غزو شرق ليبيا. أرسل لأول مرة رحلة استكشافية باتجاه الغرب (فبراير 1820) والتي احتلت وضمت واحة سيوة. كانت نوايا علي للسودان هي تمديد حكمه جنوبا ، لالتقاط تجارة القوافل الثمينة المتجهة إلى البحر الأحمر ، وتأمين مناجم الذهب الغنية التي يعتقد أنها موجودة في سنار. كما رأى في الحملة وسيلة للتخلص من قواته الساخطة ، والحصول على عدد كاف من الأسرى لتشكيل نواة الجيش الجديد. قاد القوات الموجهة لهذه الحملة إسماعيل باشا. وكانت قواته يتألفون من 4000 إلى 5000 رجل من لأتراك والألبان غادروا القاهرة في تموز / يوليو 1820. وصلت الحملة إلى النوبة في وقت واحد وتم هزيمة قبيلة الشايقية خارج ولاية دنقلا وتمت السيطرة على مملكة سنار دون معركة.
بمجرد استسلامم قبيلة الشايقية أرسل محمد علي باشا جيشا آخر يتألف من 3 إلى 4 آلاف رجل وبطارية مدفعية بقيادة محمد بك الدفتردار، للاستيلاء على سلطنة دارفور. اجتمعت القوات بمدينة الدبة حيث انضمت إليها قوات داعمة من قبيلة الكبابيش التي رافقتهم باتجاه الجنوب الغربي نحو صحراء بيوضة إلى شمال كردفان.
قوات دارفور ارتكبت خطأً بعدم مهاجمة القوات الغازية بمجرد خروجهم من الصحراء والانتظار بدلا من ذلك في بارا. وكانت هناك قوة هائلة مكونة من 9000 رجل من سلطنة دارفور هزموا من قبل الجيش التركي بسبب القوة النارية المتفوقة مما أدى إلى خسارة جيش دارفور ل1500 رجل. وكما فعل إسماعيل باشا بالشايقية قدم الدفتردار مكافأة لكل من يأتي بآذان العدو، وأرسلت أكياس منها إلى القاهرة. وبعد فترة وجيزة أخذ الأتراك عاصمة كردفان الأبيض.
أرسل سلطان دارفور قوات جديدة من الغرب، ولكنها أيضا هزمت. وأصبح الحكم التركي الآن آمنا في شمال كردفان. ولكن الدفتردار كان يفتقر إلى القوات للقيام بهجوم مباشر إما على جبال النوبة أو على دارفور.وقد سعى محمد علي في وقت لاحق في ضم دارفور، من خلال دعم أحد الطرفين ضد الآخر في حرب أهلية، ولكن هذه المبادرة لم تنجح أيضا.

### الحملة على اليونان
كان محمد علي على وعي تام بأن الإمبراطورية التي بناها بجهد كبير قد تواجه في أي وقت بقوة السلاح من السلطان العثمانى محمود الثاني الذي تم توجيه سياسته بالكامل لكبح قوة أتباعه الطموحين والذي كان تحت تأثير الأعداء الشخصيين لباشا مصر محمد على ولا سيما من خسرو باشا الصدر الأعظم للدولة العثمانية الذي لم يغفر أبداً إهانته في مصر عام 1803. كما كان السلطان محمود يخطط بالفعل للإصلاحات المستعارة من الغرب. وبالفعل كان محمد علي لديه الكثير من الفرص لمراقبة تفوق الأساليب الأوروبية في الحرب وكان مصمما على توقع قيام السلطان بإنشاء أسطول وجيش على الطراز الأوروبي جزئيا كإجراء وقائي. وكأداة لتحقيق خطط أوسع من الطموح. قبل اندلاع حرب الاستقلال اليونانية في عام 1821 كان قد أنفق الكثير من الوقت والطاقة في تنظيم الأسطول وفي التدريب تحت إشراف مدرّسين فرنسيين وضباط وأصحاب أعمال محليين. على الرغم من أنه لم يكن حتى عام 1829 أن فتح حوض بناء السفن وترسانة في الإسكندرية مكنته من بناء وتجهيز السفن الخاصة به. وبحلول عام 1823 كان قد نجح في تنفيذ إعادة تنظيم جيشه على الطراز الأوروبي حيث تم استبدال العناصر التركية والألبانية المشكوك في ولائه بالسودانيين والفلاحين. وتم إثبات فعالية القوة الجديدة في قمع تمرد الألبان عام 1823 في القاهرة من قبل ستة أفواج سودانية منضبطة.
دعى السلطان العثمانى محمد على باشا لمساعدته في مهمة إخضاع المتمردين اليونانيين وتقديم مكافأة لمجهوداته بضم أراضى كل من المورة وسوريا. تم تعيين محمد علي في عام 1821 والى على جزيرة كريت والتي كان قد احتلها مع قوة مصرية صغيرة. في خريف عام 1824 تمركز أسطول من 60 سفينة حربية مصرية تحمل قوة كبيرة قوامها 17000 جندي منضبطة في خليج سودا وفي مارس / آذار التالي بقيادة إبراهيم باشا في جزيرة المورة وانتزع تفوقه البحري من اليونانيين السيطرة على جزء كبير من البحر. في حين أن العصابات اليونانية غير المنتظمة على الأرض بعد أن ضربت القوات العثمانية بشكل كبير قابلت أخيرا عدوًا جيدًا وهي قوات إبراهيم باشا المنضبطة. انسحبت القوات المصرية من المورة في نهاية المطاف بسبب اتفاق القوى الأوروبية على كبح جماح قوة محمد على العسكرية في اليونان.

### الحروب ضد الأتراك
على الرغم من أن محمد علي قد حصل على لقب الوالي فقط إلا أنه أعلن نفسه خديويًا في وقت مبكر خلال فترة حكمه. الدولة العثمانية على الرغم من غضبها لم تفعل شيئًا حتى غزا محمد علي سوريا التي كانت تحت حكم العثمانيين في عام 1831 وقد وعده السلطان محمود الثاني بحكم سوريا لمساعدته خلال حرب الاستقلال اليونانية ولكنه لم يمنحها له بعد الحرب. وكانت من توابع ذلك تحالف العثمانيين مع البريطانيين ضد محمد على باشا في عام 1839.
في عام 1840 قصفت بريطانيا بيروت ونزلت قوة إنجليزية عثمانية واستولت على عكا. وأجبر الجيش المصري على العودة إلى الوطن وأصبحت سوريا مرة أخرى مقاطعة عثمانية. ونتيجة لاتفاقية لندن (1840) تخلى محمد علي عن جميع الأراضي التي غزاها باستثناء السودان وتم منحه حكم مصر والسودان بشكل وراثى.

### خلفاء محمد علي
بحلول عام 1848 كان محمد علي شيخًا وكبيرًا بما يكفي لابنه إبراهيم الذي كان يعاني من السل أصلا مما دفعه لمطالبة السلطان العثمانى بتنازله عن الحكم وتوليه ابنه ابراهيم باشا حكم مصر والسودان وتمت إزالة محمد علي من السلطة. ومع ذلك توفي إبراهيم من مرضه بعد أشهر قليلة في عام 1849. وخلف إبراهيم ابن أخيه عباس الأول الذي أزال العديد من إنجازات محمد علي بسبب أفكاره الرجعية. اغتيل عباس الأول من قبل اثنين من مواليه في عام 1854 وخلفه ابن محمد علي الرابع سعيد باشا. أعاد سعيد العديد من سياسات والده.
حكم سعيد لمدة تسع سنوات فقط وأصبح ابن أخيه إسماعيل باشا وهو حفيد آخر لمحمد علي واليًا على مصر. في عام 1867 اعترف السلطان العثماني باستخدام إسماعيل لقب خديوي.

### الاحتلال البريطاني
في عام 1882 أدت المعارضة للسيطرة الأوروبية إلى توتر متزايد بين الأعيان المحليين أخطر المعارضة القادمة كانت من الجيش. أجبرت مظاهرة عسكرية كبيرة في سبتمبر 1881 الخديوي توفيق على عزل رئيس الوزراء. في أبريل 1882 أرسلت فرنسا وبريطانيا العظمى سفن حربية إلى الإسكندرية لمساندة الخديوي وسط مناخ مضطرب ونشر الخوف من الغزو في جميع أنحاء البلاد. بحلول يونيو / حزيران كانت مصر في أيدي القوميين المعارضين للهيمنة الأوروبية على البلاد. قامت السفن الحربية البريطانية بقصف بحري للإسكندرية ولكن كان له تأثير ضئيل على المعارضة التي أدت إلى هبوط قوة الإنقاذ البريطانية على طرفي قناة السويس في أغسطس 1882. نجح البريطانيون في هزيمة الجيش المصري في معركة التل الكبير في سبتمبر وأخذوا السيطرة على البلاد. كان الغرض من الغزو استعادة الاستقرار السياسي لمصر في ظل حكم الخديوي والضوابط الدولية التي كانت موجودة لتبسيط التمويل المصري منذ عام 1876.انتهى الاحتلال البريطاني بشكل رمزي بعزل آخر خديوي لمصرعباس الثاني في 5 نوفمبر 1914 وإنشاء محمية بريطانية مع تنصيب السلطان حسين كامل سلطان لمصرفي 19 ديسمبر 1914.

### الحكم الخديوى (1867–1914)

#### التأثير الأوروبي
خلال عهد الخديوى إسماعيل أصبحت الحكومة المصرية برئاسة الوزير نوبار باشا معتمدة على بريطانيا وفرنسا من أجل المساعدة في تطوير الاقتصاد. حاول إسماعيل إنهاء هذه الهيمنة الأوروبية. تحت حكم إسماعيل تم بناء 112 قناة مائية و 400 جسر في مصر.
بسبب جهوده للحصول على الاستقلال الاقتصادي عن القوى الأوروبية أصبح الخديوى إسماعيل غير محبوب لدى العديد من الدبلوماسيين البريطانيين والفرنسيين بما في ذلك إيفلين بارينج وألفريد ميلنر الذي ادعى أنه «يدمر مصر».
في عام 1869 أعطى حفر قناة السويس بريطانيا طريقاً أسرع إلى الهند. وهذا جعل مصر تعتمد بشكل متزايد على بريطانيا في كل من المساعدات العسكرية والاقتصادية. لم يقم إسماعيل بأي جهد للتصالح مع القوى الأوروبية ، التي ضغطت على السلطان العثماني لإزالته من السلطة.

#### توفيق وفقدان السودان
خلف الخديوى إسماعيل توفيق ابنه الأكبر الذي لم يتلق تعليمه في أوروبا على عكس أخويه الأصغر سنا. اتبع سياسة علاقات أوثق مع بريطانيا وفرنسا لكن سلطته قوضت في تمرد قاده وزير الحربيه أحمد عرابي باشا في عام 1882. استغل عربي الشغب والعنف في الإسكندرية للسيطرة على الحكومة وتحييد توفيق مؤقتا عن الحكم. قصفت القوات البحرية البريطانية الإسكندرية واستولت عليها وتم تشكيل قوة استكشافية تحت قيادة الجنرال السير غارنيت وولسلي في إنجلترا. هبط الجيش البريطاني في مصر بعد ذلك بقليل وهزم جيش عرابي في معركة تل الكبير. وقد حوكم عرابي بتهمة الخيانة وحكم عليه بالإعدام لكن العقوبة خُففت إلى المنفى. بعد الثورة العرابية أعيد تنظيم الجيش المصري على طراز بريطاني وكانت كبار الضباط من الضباط بريطانيون.
في هذه الأثناء اندلع تمرد ديني في السودان بقيادة شخص يدعى محمد أحمد الذي أعلن نفسه المهدي المنتظر. استولى المتمردون المهدييين على عاصمة إقليم كردفان وأبادوا حملتين قادتهما بريطانيا لاستعادة السيطرة على السودان. تم إرسال القائد البريطاني المغامر تشارلز جورج غوردون وهو حاكم سابق للسودان إلى العاصمة السودانية الخرطوم مع أوامر بإخلاء أقلية من سكانها الأوروبيين والمصريين. بدلاً من إخلاء المدينة استعد جوردون للحصار وصمد من عام 1884 إلى 1885. ومع ذلك سقطت الخرطوم في النهاية وقتل.
تأخرت قوات الدعم البريطانية لإغاثة غوردون بسبب عدة معارك وبالتالي لم تتمكن من الوصول إلى الخرطوم وإنقاذ غوردون. أسفر سقوط الخرطوم عن إعلان قيام دولة إسلامية حكمها المهدي أولا ثم خليفته الخليفة عبد الله.

#### استعادة السودان
في عام 1896 في عهد ابن الخديوى توفيق عباس الثاني بدأت قوة ضخمة من القوات البريطانية المصرية تحت قيادة الجنرال هيربرت كيتشنر في إعادة فتح السودان واستعادته. تم هزم المهديون في معارك أبو حميد وعطبرة. وقد اختتمت الحملة بالانتصار البريطاني المصري على أتباع الدولة المهدية في أمدرمان عاصمة الدولة المهدية.
تم مطاردة الخليفة وقتله في عام 1899. وأعيد الحكم الانجليزى المصري المشترك على السودان.

#### نهاية الخديوي
أصبح الخديوى عباس الثاني معاديًا جدًا للبريطانيين مع بداية عهده وبحلول عام 1911 اعتبر اللورد كيتشنر أن الخديوي الصغير شرير ومعاديا لبريطانيا ويستحق العزل. لاحقا في عام 1914 عندما اندلعت الحرب العالمية الأولى انضمت الإمبراطورية العثمانية إلى دول المركز ضد بريطانيا وفرنسا. نتيجة لذلك قامت بريطانيا بإزالة التبعية الاسمية لمصر للدولة العثمانية وأعلنت النظام السلطانى في مصر وألغت النظام الخديوى في 5 نوفمبر 1914. كان معروفا عن الخديوى عباس الثاني دعمه لقوى المركز وكان في فيينا في زيارة رسمية وتم خلعه من منصب الخديوى في غيابه من خلال تطبيق السلطات العسكرية البريطانية في القاهرة للأحكام العرفية وتم منعه من العودة إلى مصر. وخلفه عمه حسين كامل الذي حصل على لقب السلطان في 19 ديسمبر 1914.

## اقتصاد

### العملة
.أثناء الخديوية كان النموذج القياسي للعملة المصرية هو الجنيه المصري. بسبب الهيمنة الأوروبية التدريجية على الاقتصاد المصري ، تبنى الخديوى المعيار الذهبي في عام 1885.

### اعتماد الصناعات على النمط الأوروبي
على الرغم من أن تبني التقنيات الصناعية الحديثة بدأ في عهد محمد علي في أوائل القرن التاسع عشر إلا أن السياسة استمرت في ظل الدولة الخديوية.
تم استيراد الآلات من أوروبا إلى مصر وبإلغاء النظام الخدويوى في عام 1914 أصبحت صناعة النسيج الأبرز في البلاد.